# 大营河 (炼洞河)

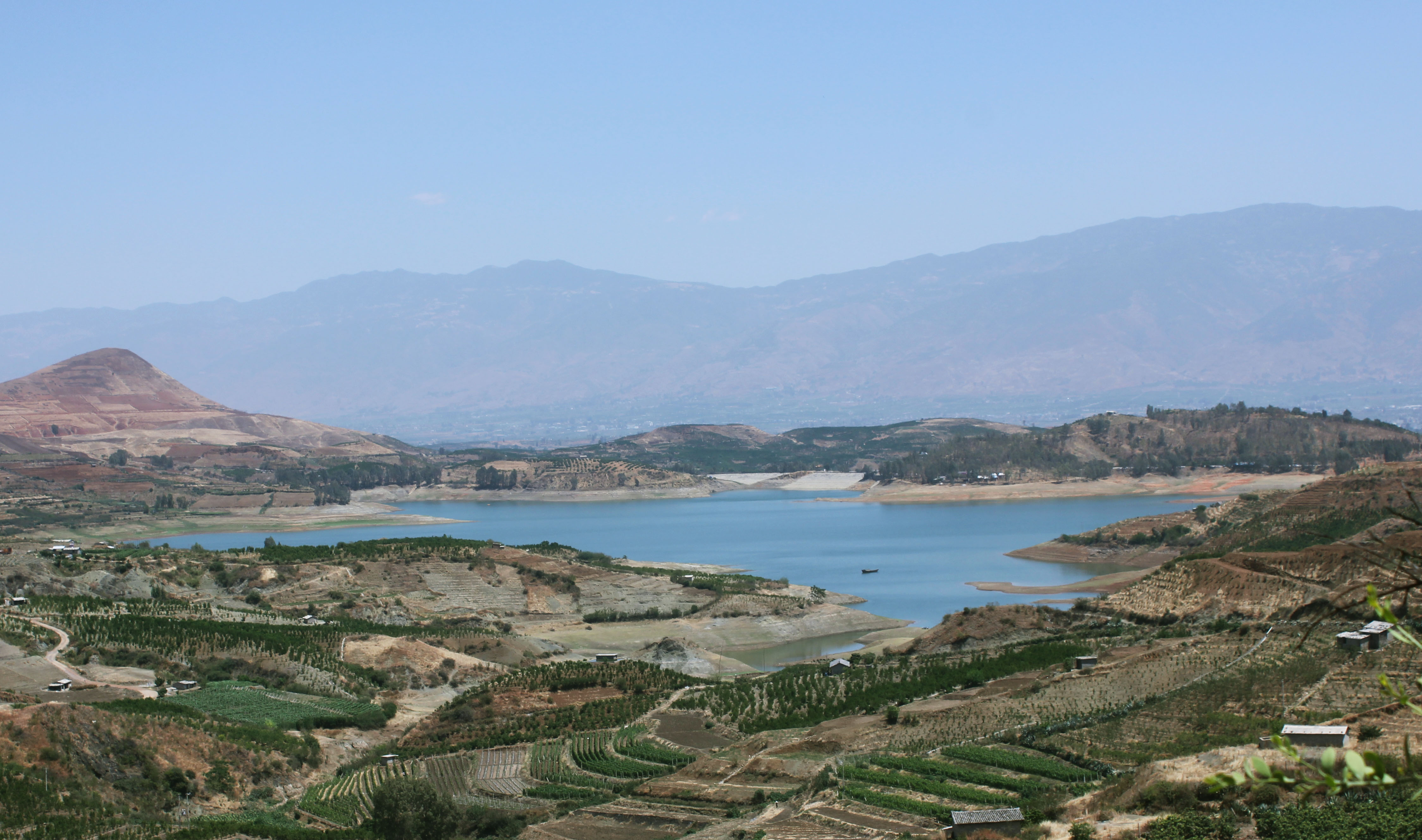
大银甸水库。

大营河位于云南省宾川县西部，属金沙江水系。大营河有南北两源，南源源自大营镇崆峒山寒玉溪，北流至河外村与北源汇合；北源发源于干海子西北，经石门河，李大庄、横山、蛤蟆塘等水库，与南源汇合。两源汇合后，向东流入大银甸水库，出库后东北流至宾川县城西北汇入炼洞河。全长31公里，流域面积141平方公里，平均流量0.22立方米/秒。